# Liste der Monuments historiques in Audun-le-Roman
Die Liste der Monuments historiques in Audun-le-Roman führt die Monuments historiques in der französischen Gemeinde Audun-le-Roman auf.

## Liste der Objekte
| Bezeichnung                   | Beschreibung                               | Standort                      | Kennzeichnung | Schutzstatus | Datum | Bild |
| ----------------------------- | ------------------------------------------ | ----------------------------- | ------------- | ------------ | ----- | ---- |
| Skulptur Christus in der Rast | Kalkstein, ehemals farbig gefasst, um 1530 | in der Kirche St-Donat (Lage) | PM54001105    | Classé       | 1995  |      |